# Marcel Domergue
Marcel Domergue (Puerto Saíd, Egipto, 16 de noviembre de 1901-fecha de muerte desconocida) fue un futbolista internacional francés. Es  conocido por su carrera internacional y su participación durante  de siete años en el Red Star FC, donde ganó la Copa de Francia en 1928. Domergue hizo su debut internacional el 30 de abril de 1922 en una derrota por 4-0 ante España. Fue miembro de los dos equipos de Francia que participaron en el torneo de fútbol en las ediciones de 1924 y 1928 de los Juegos Olímpicos.

## Equipos
| Equipo                         | País    | Años      | PJ | Goles |
| ------------------------------ | ------- | --------- | -- | ----- |
| CASG Paris                     | Francia | ?         | ?  | ?     |
| FC Sète                        | Francia | 1923      | ?  | ?     |
| Red Star                       | Francia | 1923-1930 | ?  | ?     |
| Nîmes Olympique                | Francia | 1930      | ?  | ?     |
| Selección de fútbol de Francia | Francia | 1922–1928 | 20 | 0     |

## Palmarés

### Campeonatos nacionales
| Título          | Club        | Año  |
| --------------- | ----------- | ---- |
| Copa de Francia | Red Star FC | 1928 |